# Airbus A321MPA
El Airbus A321 MPA es una propuesta de Airbus Defence and Space de una variante de vigilancia marítima del Airbus A321 para competir con el Boeing P-8 Poseidon.

## Desarrollo
Airbus ya había trabajado anteriormente en el diseño de un avión de patrulla maritima. Así nació el Airbus A319 MPA (MAP: Maritime Patrol Aircraft, avión de patrulla marítima). Era una versión militar derivada del avión Airbus A319. El A319 MPA fue propuesto por vez primera en 2002 como respuesta al programa alemán de reemplazo de sus ATL1, al que se unió Italia poco después. El programa suponía la adquisición de 24 unidades para ser económicamente viable. Al no salir adelanta se olvidó la propuesta. Tras fracasar el intento de venta a India, Australia e Inglaterra Airbus archivó la idea del A319/A320 MPA en 2017. Pero la llegada de las variantes Neo con motores Leap de alta eficiencia, hizo que renaciera la idea de desarrollar derivados de patrullaje marítimo. 
El programa A321 MPA surge años después como una respuesta evolucionada de Airbus Defence and Space a la creciente demanda global de aviones de patrulla marítima modernos. Basado en la plataforma del exitoso avión comercial A321, el MPA incorpora sistemas de misión avanzada, capacidad para lanzar torpedos y misiles antibuque, así como sensores de última generación. El uso del fuselaje del A321 permite una mayor capacidad de combustible y carga en comparación con modelos más pequeños como el Airbus C295 Persuader, ampliando significativamente su alcance operativo.
Mientras el C295 Persuader ha sido una opción popular para patrulla marítima en países con requisitos más modestos, el A321 MPA busca competir en la categoría de aeronaves de mayor alcance y capacidad, donde el Boeing P-8 Poseidon ha dominado el mercado en los últimos años. Airbus argumenta que la elección del A321 proporciona ventajas logísticas y de mantenimiento para los operadores que ya utilizan aeronaves de la familia A320.
Airbus ha ido refinando su propuesta hasta apostar por el A321XLR, sustituyendo al Airbus 320 Neo que se pensaba en un principio como base para la plataforma MPA. EL A321XLR es una aeronave más grande, más nueva y con mayor potencial de crecimiento. En el A320 neo MPA se proponían cuatro pilones bajo las alas, pero han desaparecido en el A321 MPA para simplificar al máximo la modificación del avión, hacerlo mucho más discreto al situar todas las armas en la bodega y evitar la resistencia aerodinámica adicional. Se apuesta por un tamaño de la bodega de carga calefactada que permita transportar armas actuales y otras que aún no existen, como el futuro misil FCASW, y probablemente bombas guiadas (un arma que ya usa el ATL2).
El diseño propuesto incluye para equipos de comunicaciones por satélite (SATCOM), así como antenas V/UHF y HF. También se propone una torreta electro-óptica debajo de la cabina. En el cono de cola se propone una configuración similar a la de otros aviones MPA: ESM (Medidas de Apoyo Electrónico), Sistemas de Alerta de Aproximación de Misiles, RWR (Receptores de Alerta de Radar) y detectores de anomalías magnéticas (MAD) con sensores y antenas. Las sonoboyas Sonoflash de Thales se lanzarán mediante un dispositivo especial, y se transportará en mayor número que en un avión actual. Se incorpora al diseño un radar derivado del AirMasterC. Estos dispositivos harán de Thales uno de los socios preferentes.
Una ventaja del A321MPA es su amplio espacio interior, que permite una segunda tripulación para despliegues de larga duración y permite mejorar el confort de la tripulación. El avión conservará la capacidad de transportar palés de carga en el compartimento de equipajes, aunque este se verá reducido por el espacio ocupado por la bodega de armas.

## Rivalidad en el mercado
El Boeing P-8 Poseidon, basado en el Boeing 737, es actualmente el estándar en patrullaje marítimo de largo alcance, utilizado por países como Estados Unidos, India y Australia. No obstante, Airbus destaca que el A321 MPA ofrece un diseño más moderno, eficiencia en consumo de combustible y costos operativos más bajos.
Por otro lado, el C295 Persuader de Airbus también ha sido promocionado como una alternativa económica para misiones marítimas, aunque con capacidades más limitadas debido a su tamaño. Esto ha generado cierta rivalidad interna dentro de Airbus, ya que ambas plataformas apuntan a diferentes segmentos del mercado.
El A321 MPA ha sido presentado como una opción para sustituir al ATL2 en la Marina Francesa. Se confía en que si sale adelante España o Italia podrían también estar interesados. Sin embargo no será fácil ya que competirá contra el modelo basado en el Falcon 10X de la compañía francesa Dassault Aviation.